# Psoropteridae
Psoropteridae – wymarła rodzina owadów z rzędu Cnemidolestodea. W zapisie kopalnym znana jest od przełomu cisuralu i gwadalupu w permie po trias środkowy. Jej skamieniałości znajdowane się na terenie Niemiec i Stanów Zjednoczonych.
Owady te miały pozbawione międzykrywki przednie skrzydło, o niezwężonym polu między żyłkami radialnymi i silnie rozszerzonym polu między sektorem radialnym i przednią żyłką medialną. Ich sektor radialny brał początek w nasadowej ćwiartce skrzydła i na wysokości tego miejsca  pole kostalne było nieco szersze od pola subkostalnego. Użyłkowanie cechowała też zakończona na żyłce kostalnej wklęsła żyłka subkostalna, żyłka medialna zaczynająca się rozgałęziać za nasadą sektora radialnego i z w pełni wykształconą gałęzią tylną, zakończona w nasadowej ⅓ skrzydła żyłka postkubitalna oraz przednia żyłka kubitalna o przedniej odnodze zlanej z tylną żyłką medialną.
Takson ten wprowadzony został w 1979 roku przez Franka Mortona Carpentera. Po rewizji Daniła Aristowa należą tu dwa rodzaje:
- †Hammelburgia Aristov, 2014
- †Psoroptera Carpenter, 1976